# Brachydesmus cristofer
Brachydesmus cristofer är en mångfotingart som beskrevs av Pius Strasser 1966. Brachydesmus cristofer ingår i släktet Brachydesmus och familjen plattdubbelfotingar. Inga underarter finns listade i Catalogue of Life.